# Остерија Бачикето (Тревизо)
Остерија Бачикето је насеље у Италији у округу Тревизо, региону Венето.
Према процени из 2011. у насељу је живело 38 становника. Насеље се налази на надморској висини од 42 м.